# Schenkelia modesta
Schenkelia modesta är en spindelart som beskrevs av Roger de Lessert 1927. Schenkelia modesta ingår i släktet Schenkelia och familjen hoppspindlar. Inga underarter finns listade i Catalogue of Life.